# Далецкий, Михал
Михал Далецкий (чеш. Michal Dalecký; род. 30 декабря 1968, Прага) — чешский гребец, выступавший за сборные Чехословакии и Чехии по академической гребле в 1986—1997 годах. Серебряный и бронзовый призёр чемпионатов мира, победитель Кубка мира, участник летних Олимпийских игр в Барселоне.

## Биография
Михал Далецкий родился 30 декабря 1968 года в Праге. Занимался академической греблей в столичном гребном клубе «Дукла».
Впервые заявил о себе на международном уровне в сезоне 1986 года, когда вошёл в состав чехословацкой национальной сборной и выступил на юниорском мировом первенстве в Рачице, где в зачёте распашных безрульных двоек занял итоговое 11-е место.
В 1991 году в рулевых двойках взял бронзу на чемпионате мира в Вене.
Благодаря череде удачных выступлений удостоился права защищать честь страны на летних Олимпийских играх 1992 года в Барселоне. Вместе с напарником Душаном Махачеком и рулевым Олдржихом Гейдушеком стартовал исключительно на предварительном квалификационном этапе, где стал пятым. В конечном счёте чешская двойка отобралась в финал С и заняла итоговое 16-е место.
После барселонской Олимпиады Далецкий остался действующим спортсменом и продолжил принимать участие в крупнейших международных регатах. Так, в 1993 году он представлял Чехию на домашнем чемпионате мира в Рачице — стал серебряным призёром в программе распашных рулевых четвёрок, уступив в финале только команде Румынии.
В 1994 году на чемпионате мира в Индианаполисе показал 11-й результат в той же дисциплине.
На чемпионате мира 1996 года в Глазго вновь получил серебро в рулевых четвёрках, пропустив вперёд румынских гребцов.
В 1997 году в четвёрках с рулевым одержал победу на этапе Кубка мира в Мюнхене, финишировал шестым на чемпионате мира в Эгбелете.